# Maurito
Norberto Mulenessa (Luanda, 24 de junho de 1981) é um futebolista profissional angolano que atua como atacante.

## Carreira
Maurito representou o elenco da Seleção Angolana de Futebol no Campeonato Africano das Nações de 2008.